# 炸裂棋
炸裂棋（Fission），是Robert A. Kraus在2003年推出的兩人棋類。

## 棋具
- 棋盤為西洋棋棋盤。
- 棋子十二枚，以兩色區分敵我，兩方全部棋子交叉擺於除角落4*4/2的棋格。

## 規則
- 每方回合以橫豎斜方向移動一枚己棋，途中不得有子，不得停頓，直到棋邊或其他棋子前。
  - 己棋子停下時，若抵達位的八方鄰格有任何方棋子，則將該己棋與周鄰棋子全移除。

- 消滅所有敵方棋子獲勝。
  - 若同時被消滅或兩方都只剩下一枚則和棋[1]。

## 外部連結
- 遊戲介紹 （页面存档备份，存于）
- 遊戲下載 （页面存档备份，存于）
- 遊戲棋譜